# Maria do Carmo Seabra
Maria do Carmo Félix da Costa Seabra (ur. 27 stycznia 1955 w Lizbonie) – portugalska ekonomistka i nauczyciel akademicki, w latach 2004–2005 minister turystyki.

## Życiorys
W 1977 ukończyła studia ekonomiczne na Universidade Católica Portuguesa. W 1986 doktoryzowała się w tej dziedzinie na Universidade Nova de Lisboa. Pracowała na tych uczelniach, od 1989 na stanowisku profesorskim na drugiej z nich. W pracy naukowej specjalizowała się w zagadnieniach dotyczących mikroekonomii. Zajmowała się również działalnością doradczą. W latach 2002–2004 kierowała ANACOM, regulatorem rynku telekomunikacyjnego i pocztowego.
Od lipca 2004 do marca 2005 z rekomendacji Partii Socjaldemokratycznej sprawowała urząd ministra edukacji w gabinecie Pedra Santany Lopesa. Powróciła następnie do pracy akademickiej jako profesor Universidade Nova de Lisboa.